# Rosanna (rivière)
Pour les articles homonymes, voir Rosanna.
La Rosanna est une rivière autrichienne qui coule dans le land du Tyrol, à l'ouest du pays.

## Géographie
Elle naît dans le massif de Verwall  et se jette dans la Sanna en confluant avec la Trisanna après un parcours de 42 km. Elle est donc un sous-affluent de l'Inn et du Danube.